# Andrews Sisters
The Andrews Sisters foi um grupo vocal norte-americano formado por três irmãs: contralto LaVerne Sophie (1911-1967), soprano Maxene Angelyn (1916-1995) e mezzo-soprano Patricia Marie (Patty) Andrews (1918-2013). Ao longo da carreira musical do grupo, elas venderam bem mais de 75 milhões de discos. Seu hit "Boogie Woogie Bugle Boy" (1941), é considerado uma das primeiras canções de R&B e jump blues.
As canções das irmãs Andrews influenciaram artistas e foram gravadas por várias gerações seguintes, incluindo Christina Aguilera, Bette Midler, The Puppini Sisters e The Three Belles. As Andrews Sisters são normalmente conhecidas como o grupo vocal feminino mais popular do século XX. Elas ainda são amplamente aclamadas por suas canções famosas, que ultrapassaram gerações.

## Biografia
Filhas do imigrante grego Peter Andreus (1883-1949) com a norueguesa-americana Olga "Ollie" Sollie (1886-1948) - que após o casamento passou a se chamar Olga Andrews - as Andrews Sisters nasceram na cidade de Minneapolias, Minnesota.
Peter Andreus, ao chegar à América, alterou a grafia de seu sobrenome para Andrews e casou-se com Olga em 1910. Em Maio do ano consecutivo , o casal concebeu LaVerne Sophie Andrews e, em Julho de 1913, Olga deu à luz sua segunda filha, Angelyn Andrews, que faleceu antes de completar seu primeiro ano de vida . Três anos mais tarde, em Janeiro de 1916, nasceu Maxene Angelyn Andrews, cujo nome do meio trata-se de uma clara homenagem à irmã falecida. A última filha do casal, batizada Patricia Marie Andrews, nasceu em 1918 e, mais tarde, passaria a ser internacionalmente conhecida pelo apelido de "Patty" Andrews.
Sendo a mais velha das três, LaVerne foi a única a receber educação musical: tocava piano e durante todo o período de atividade do trio foi a única capaz, também, de ler partitura. Partindo deste pressuposto e inicialmente como uma brincadeira, LaVerne, ao ouvir os discos do grupo feminino mais famoso da época, The Boswell Sisters, distribuía as três vozes às irmãs para que imitassem o já consagrado trio. O simples passatempo das três irmãs se tornou um sucesso e Patty, a caçula e futura vocalista, tinha apenas sete anos quando o grupo foi formado, e doze anos quando ganhou o primeiro prêmio em um concurso de talentos no Orpheum Theatre, em Minneapolis. Vendo uma prosperidade na carreira musical, LaVerne passou a fazer apresentações de piano em cinemas mudo, aos 11 anos,  em troca de aulas de danças para ela e suas irmãs.
Com a Crise de 1929, Peter Andrews, que ao se instalar em Minneapolis abrira um restaurante, entrou em falência, precisando fechar seu negócio. Sendo assim, já em idade precoce, as Andrews Sisters tiveram que sustentar a família. Anos depois, após seu sucesso mundial, elas compraram uma propriedade para seus pais na Califórnia, onde eles viveram até suas mortes.
Em meados da década de 20, Minneapolis recebeu Larry Rich, um famoso líder de orquestra e dono de teatro vaudeville. Maxene, ao saber que o empresário estava a procura de novos talentos, logo se dispôs, ao lado de suas irmãs, a fazer uma apresentação para Rich. Impressionado com o talento do trio, Larry Rich prometeu que as contrataria durante sua próxima visita à cidade. Meses mais tarde, as irmãs receberam uma carta em que o empresário afirmava que, devido à idade precoce de Patty, contrataria apenas LaVerne e Maxene para seu espetáculo. Recusando-se a sair em turnê sem Patty, as duas irmãs conseguiram autorização para juntá-la na trupe de 55 artistas, mesmo que, para isso, a caçula não recebesse salário. Larry Rich consentiu e as três irmãs viajaram em turnê por todos os Estados Unidos com o espetáculo vaudeville até o ano de 1932. 
Maxene posteriormente atribuiu o sucesso das irmãs a Larry Rich, dizendo que ele fora o responsável por ensiná-las a "como caminhar no palco e como sair do palco. [Ele nos disse] [...] vocês tem que trazê-los [o público] até vocês". 
Após finalizarem os trabalhos com Larry Rich, as irmãs, acompanhadas pela mãe, Olga, mudaram-se para Nova Iorque, e passaram a trabalhar em outros espetáculos de vaudeville. Pouco tempo depois, Peter Andrews também se mudou para a cidade para acompanhar a esposa e a filha durante suas tentativas de carreira musical. A família Andrews passou a viajar por todo os Estados Unidos no carro da família, iniciando assim uma pequena turnê das até então desconhecidas Andrews Sisters. Enquanto o pai dirigia, Maxene, Patty e LaVerne ensaiavam no banco de trás. 
Vivendo em hotéis, as Andrews Sisters finalmente conseguiram um emprego mais estável ao se tornarem as cantoras da banda de Leon Belasco, em 1936. Belasco conheceu o trio ao ouvir uma de suas transmissões para um programa de rádio em Chicago. Após contratá-las, fez com que gravassem seu primeiro disco, em março de 1937, com as músicas "Jammin" e "Wake Up and Live", pela gravadora Brunswick. Quatro meses depois, em Julho de 1937, a banda de Belasco se desfez, obrigando a família Andrews a voltar para Minneapolis. 
De volta à cidade natal, Peter Andrews, após anos na estrada sem nenhum resultado concreto, decidiu colocar suas filhas em uma escola para secretárias, para que abandonassem o Show Business. Patty, Maxene e LaVerne - que contavam na época com 19 anos, 21 anos e 26 anos respectivamente - convenceram o pai a dá-las um período de três meses para que conseguissem arranjar algum contrato com alguma gravadora, caso contrário, voltariam definitivamente para casa e deixariam de vez o mundo da música. Atendendo ao pedido, a família Andrews retornou a Nova Iorque.
Durante aquela que seria a última estada na cidade, as Andrews Sisters se apresentaram para inúmeras agências de talento, incluindo a William Morris Agency, onde um agente disse a Olga Andrews: "Senhora Andrews, leve suas filhas para casa e as coloque na escola. Elas cantam muito alto, se mexem muito e deixarão o público desconfortável".
Nesse período, as irmãs conheceram o musicista Vic Schoen, que, fazendo arranjos musicais, ajudaria as irmãs a alavancar sua carreira.
Peter Andrews, no entanto, já estava decidido a voltar definitivamente com as filhas para Minneapolis no início de Outubro de 1937. Entretanto, na última noite de sua estadia na Big Apple, as Andrews Sisters realizaram, com o apoio de Vic Schoen, um show no Edison Hotel. Coincidências à parte, o show foi simultaneamente transmito via rádio e Jack Kapp, fundador da maior gravadora do período,a Decca Records, ouviu a transmissão ao vivo das irmãs em seu táxi. Entusiasmado com um novo trio musical capaz de substituir as Boswell Sisters (principais influências das Andrews Sisters e um dos nomes mais eminentes da Decca Records, que encerrara carreira em 1935), Kapp mandou o jovem empresário Lou Levy até o hotel em questão para procurar pelas irmãs e buscá-las para um teste em sua gravadora.
No dia seguinte, após apresentarem uma série de músicas aos chefões da Decca Records, o trio finalmente conseguiu assinar um contrato. A partir de então, as Andrews Sisters estavam livres de cursar a escola para secretárias e para vivenciar inteiramente sua carreira musical.

## Carreira
As primeiras gravações para a Decca Records ocorreram em Outubro de 1937, com as músicas "Why Talk about Love?" e "Just a Simple Melody", que não obtiveram nenhum tipo de sucesso comercial. O segundo disco das irmãs seria gravado vinte dias depois, em 24 de Novembro de 1937, com o Lado A sendo "Nice Work if you can get it". De acordo com o The Milwaukee Journal, a escolha do lado B do disco foi simplesmente ao acaso, baseada em uma música recém ensaiada pelas irmãs em um táxi, na noite anterior.  Tratava-se da canção iídiche Bei Mir Bist du Schoen. Ainda de acordo com o veículo, "ele [Jack Kapp, dono da gravadora, ao ouvir as irmãs cantando] riu e disse: " Bem, vamos colocá-la no lado B apenas para diversão. Não vai vender, mas nós não temos mais nada para colocar aí" ".  Mas, para a surpresa de todos, Bei Mir Bist du Schoen se tornou num absoluto sucesso mundial (o que era surpreendente, já que músicas do lado B raramente conseguiam um bom desempenho), transformando as Andrews Sisters no primeiro grupo musical feminino a vender mais de 1.000.000 de cópias.    De acordo com Saul Chaplin, um dos tradutores de Bei Mir bist du Schoen do iídiche para o inglês:
" a música foi lançada em uma terça-feira antes do ano novo [de 1938] e estava apenas se arrastando [nas vendas]. De repente, em toda a semana do ano novo, tocou cerca de 15 vezes no The Milkman's Matinee [...]. Eu me lembro muito bem. Numa sexta antes do ano novo, ou tanto faz qual dia fosse, [o disco] vendeu 7.000 cópias e na segunda seguinte vendeu 75.000 cópias. Todo o fim de semana você não podia ignorá-la. Tocava em cada programação de disc jockey pelo menos quatro ou cinco vezes numa noite." 
Nesse momento, Lou Levy (o encarregado por procurar as irmãs para Jack Kapp no Edison Hotel) havia se tornado o empresário do trio. Assim, em uma estratégia de marketing, realizava pagamentos às lojas de discos de Nova York para que tocassem Bei Mir bist du Scheon, conseguindo popularizar a música ainda mais. 
As Andrews Sisters seguiram este sucesso com uma série de canções de sucesso nos próximos dois anos, tornando-se um sucesso da década de 1940.

### Segunda Guerra Mundial
Durante a Segunda Guerra Mundial, elas uniram forças com a América, na África e na Itália, visitando o Exército, Marinha e campos de guerra. Elas também ajudaram a atriz Bette Davis e o ator John Garfield a divulgar Canteen Hollywood, um refúgio acolhedor para militares, onde o trio frequentemente realizava apresentações de canto e dança para os soldados e fuzileiros navais. Elas gravaram uma série de discos de V-Discs.

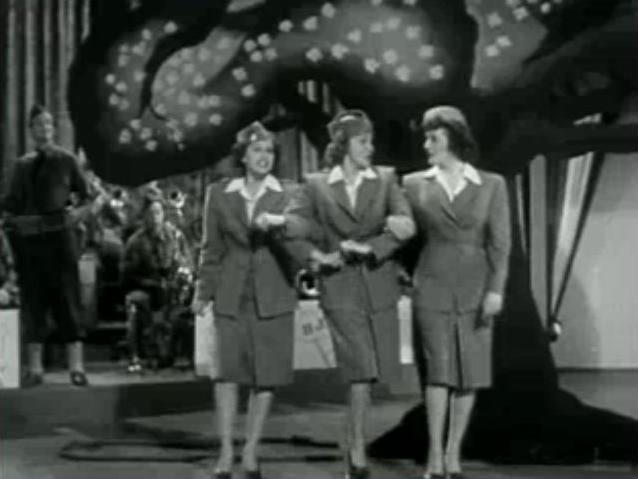
The Andrews Sisters cantando "Don't Sit Under The Apple Tree (With Anyone Else But Me)" no filme de 1942, Private Buckaroo.

### Interrupção da carreira
The Andrews Sisters se separou em 1951, quando Patty juntou-se a outro grupo, com seu marido agindo como seu agente. Patty comentou sobre a separação das irmãs e sobre a morte dos seus pais dizendo: "Nós estivemos juntas quase todas as nossas vidas", explicou Patty em 1971. "Então, em um ano o nosso sonho terminou. Nossa mãe morreu (em 1948) e, em seguida, nosso pai (em 1949). Nós três ficamos chateadas, e estávamos cansadas uma da outra".
A notícia da separação só chegou às irmãs Maxene e LaVerne por meio de colunas de fofocas dos jornais, e não por sua irmã, o que gerou um mal-estar entre elas que se prolongou por dois anos, mal-estar agravado pelo processo que Patty moveu contra LaVerne por ter lucrado mais pelas propriedades dos pais. Maxene e LaVerne tentaram continuar a carreira musical sendo apenas uma dupla, e tiveram boa recepção. Porém, Maxene tentou cometer suicídio em Dezembro de 1954, interrompendo novamente a carreira musical das irmãs. A relação privada das irmãs foi muitas vezes perturbada, e Patty culpou Maxene, dizendo: "Desde que eu nasci, Maxene tem sido um problema entre nós".
O trio se reuniu em 1956. Elas assinaram um novo contrato com a gravadora Capitol Records (com quem Patty havia se tornado uma solista) e lançaram vários singles de sucesso em 1959, com um pouco de rock and roll - que não foi muito bem recebido -, dentre outros estilos musicais. Em 1963, elas assinaram com a Dot Records e gravaram uma série de álbuns estéreo até 1964, ambas as regravações de sucessos anteriores, bem como novos materiais, incluindo "I Left My Heart In San Francisco", "Still", "The End of the World", "Puff the Magic Dragon", "Sailor", "Satin Doll".
LaVerne, a irmã mais velha, morreu de câncer em 1967, após um ano de luta contra a doença, durante o qual ela foi substituída pela cantora Joyce DeYoung. Depois que LaVerne morreu, Maxene e Patty continuaram a atuar como dupla até 1968, quando Maxene anunciou que iria se tornar professora de faculdade, e Patty novamente partiu em carreira solo.

### Filmes
Maxene, Patty, e LaVerne apareceram em 17 filmes de Hollywood. Seu primeiro filme, Argentine Nights, era estrelado também por outro trio de irmãos.
Buck Privates, com Abbott & Costello, deu destaque a canção conhecida do grupo "Boogie Woogie Bugle Boy". Esta composição foi nomeada para "Melhor Canção Original" do Óscar de 1941.
Universal contratou as irmãs para mais duas comédias de Abbott & Costello, e, em seguida, promoveram ao estrelato de pleno direito em musicais como What's Cookin', Private Buckaroo, e Give Out, Sisters.

## Volta na carreira musical
As duas irmãs se reuniram novamente, ainda que brevemente, em 4 de outubro de 1987, quando receberam uma estrela na Calçada da Fama, em Hollywood, e cantaram uns trechinhos de "Beer Barrel Polka" para as câmeras da Entertainment Tonight. Ironicamente, houve um terremoto na área de manhã, e a cerimônia estava prestes a ser cancelada. Patty aproveitou a oportunidade para fazer uma piada, dizendo: "Alguns dizem que o terremoto desta manhã foi LaVerne, porque ela não pôde vir". As irmãs riram e se abraçaram. Após esta reunião, o dueto não se apresentou por mais 20 anos.
Em 21 de outubro de 1995, Maxene sofreu um ataque cardíaco e morreu no Hospital de Cape Cod, em Nova Iorque. Depois de saber da morte de sua irmã, Patty ficou muito perturbada e não participou das comemorações em homenagema Maxene. Bob Hope disse após a morte de Maxene que ela: "Era muito mais do que uma das Andrews Sisters, muito mais do que uma cantora. Era uma mulher doce e maravilhosa que compartilhou seu talento e conhecimento com os outros."
Até sua morte, aos 94 anos de idade, Patty Andrews permaneceu isolada em Northridge, Califórnia, junto com Wally, seu marido de 55 anos.

## Legado
Christina Aguilera usou "Boogie Woogie Bugle Boy" das Andrews Sisters para inspirar sua música "Candyman" (lançada como single em 2007) de seu quinto álbum de estúdio Back to Basics. A canção foi co escrita por Linda Perry. O Dolls Manhattan, um grupo de turismo da cidade com base em Nova York, realizou tanto as músicas populares cantadas pelas Irmãs Andrews e algumas das canções menos conhecidas como "Well Alright" e "South American Way".
Em 2008 e 2009, a BBC produziu  The Andrews Sisters: Queens of the Music Machines, um documentário de uma hora sobre a história das Andrews Sisters desde sua criação até o presente. O show gravado em 21 de junho de 2009, em sua cidade natal, Minnesota.

## Records
- The Andrews Sisters tornou-se o grupo vocal feminino mais popular do século XX.[37]

- As irmãs venderam em torno de 75-100 milhões de discos em todo o mundo, com 600 músicas gravadas.[38]
- Elas colocaram 113 canções na parada da Billboard, sendo 46 músicas atingindo o Top 10 (mais que Elvis Presley e The Beatles).
- 17 filmes gravados (mais do que qualquer outro grupo musical da história do cinema).[39]
- Canções mais executadas em teatro por toda a América e Europa;[40]
- Inúmeras aparições em programas de rádio, de 1935 a 1960.[40]

## Canções

### Hits
| Year | Single                                                                   | Chart positions | Chart positions | Chart positions |
| Year | Single                                                                   | US              | US R&B          | US Country      |
| ---- | ------------------------------------------------------------------------ | --------------- | --------------- | --------------- |
| 1938 | "Bei Mir Bistu Shein"                                                    | 1               | -               | -               |
| 1938 | "Nice Work If You Can Get It"                                            | 12              | -               | -               |
| 1938 | "Joseph, Joseph"                                                         | 18              | -               | -               |
| 1938 | "Ti-Pi-Tin"                                                              | 12              | -               | -               |
| 1938 | "Shortenin' Bread"                                                       | 16              | -               | -               |
| 1938 | "Says My Heart"                                                          | 10              | -               | -               |
| 1938 | "Tu-li-Tulip Time"                                                       | 9               | -               | -               |
| 1938 | "Sha-Sha"                                                                | 17              | -               | -               |
| 1938 | "Lullaby To a Jitterbug"                                                 | 10              | -               | -               |
| 1939 | "Pross-Tchai (Goodbye)"                                                  | 15              | -               | -               |
| 1939 | "Hold Tight, Hold Tight"                                                 | 2               | -               | -               |
| 1939 | "You Don't Know How Much You Can Suffer"                                 | 14              | -               | -               |
| 1939 | "Beer Barrel Polka (Roll Out the Barrel)"                                | 4               | -               | -               |
| 1939 | "Well All Right (Tonight's the Night)"                                   | 5               | -               | -               |
| 1939 | "Ciribiribin (They're So In Love)" (com Bing Crosby)                     | 13              | -               | -               |
| 1939 | "Yodelin' Jive" (com Bing Crosby)                                        | 4               | -               | -               |
| 1939 | "Chico's Love Song"                                                      | 11              | -               | -               |
| 1940 | "Say Si Si"                                                              | 4               | -               | -               |
| 1940 | "The Woodpecker Song"                                                    | 6               | -               | -               |
| 1940 | "Down By the O-Hi-O"                                                     | 21              | -               | -               |
| 1940 | "Rhumboogie"                                                             | 11              | -               | -               |
| 1940 | "Ferryboat Serenade"                                                     | 1               | -               | -               |
| 1940 | "Hit the Road"                                                           | 27              | -               | -               |
| 1940 | "Beat Me Daddy, Eight to the Bar"                                        | 2               | -               | -               |
| 1941 | "Scrub Me Mama with a Boogie Beat"                                       | 10              | -               | -               |
| 1941 | "Boogie Woogie Bugle Boy"                                                | 6               | -               | -               |
| 1941 | "I Yi, Yi, Yi, Yi (I Like You Very Much)"                                | 11              | -               | -               |
| 1941 | "(I'll Be With You) In Apple Blossom Time"                               | 5               | -               | -               |
| 1941 | "Aurora"                                                                 | 10              | -               | -               |
| 1941 | "Sonny Boy"                                                              | 22              | -               | -               |
| 1941 | "The Nickel Serenade"                                                    | 22              | -               | -               |
| 1941 | "Sleepy Serenade"                                                        | 22              | -               | -               |
| 1941 | "I Wish I Had a Dime (For Every Time I Missed You)"                      | 20              | -               | -               |
| 1941 | "Jealous"                                                                | 12              | -               | -               |
| 1942 | "The Shrine of St. Cecilia"                                              | 3               | -               | -               |
| 1942 | "I'll Pray For You"                                                      | 22              | -               | -               |
| 1942 | "Three Little Sisters"                                                   | 8               | -               | -               |
| 1942 | "Don't Sit Under the Apple Tree"                                         | 16              | -               | -               |
| 1942 | "Pennsylvania Polka"                                                     | 17              | -               | -               |
| 1942 | "That's the Moon, My Son"                                                | 18              | -               | -               |
| 1942 | "Mr. Five by Five"                                                       | 14              | -               | -               |
| 1942 | "Strip Polka"                                                            | 6               | -               | -               |
| 1942 | "Here Comes the Navy"                                                    | 17              | -               | -               |
| 1943 | "East of the Rockies"                                                    | 18              | -               | -               |
| 1943 | "Pistol Packin' Mama" (com Bing Crosby)                                  | 2               | 3               | 1               |
| 1943 | "Victory Polka" (com Bing Crosby)                                        | 5               | -               | -               |
| 1943 | "Jingle Bells" (com Bing Crosby)                                         | 19              | -               | -               |
| 1943 | "Shoo-Shoo Baby"                                                         | 1               | -               | -               |
| 1944 | "Down In the Valley"                                                     | 20              | -               | -               |
| 1944 | "Straighten Up and Fly Right"                                            | 8               | -               | -               |
| 1944 | "Tico Tico"                                                              | 24              | -               | -               |
| 1944 | "Sing a Tropical Song"                                                   | 24              | -               | -               |
| 1944 | "Is You Is Or Is You Ain't My Baby" (com Bing Crosby)                    | 2               | -               | -               |
| 1944 | "A Hot Time In the Town of Berlin" (com Bing Crosby)                     | 1               | -               | -               |
| 1944 | "Don't Fence Me In" (com Bing Crosby)                                    | 1               | 9               | -               |
| 1945 | "Rum and Coca Cola"                                                      | 1               | 3               | -               |
| 1945 | "Accentuate the Positive" (com Bing Crosby)                              | 2               | -               | -               |
| 1945 | "The Three Caballeros" (com Bing Crosby)                                 | 8               | -               | -               |
| 1945 | "George Martin Lane"                                                     | 15              | -               | -               |
| 1945 | "Corns For My Country"                                                   | 21              | -               | -               |
| 1945 | "Along the Navajo Trail" (com Bing Crosby)                               | 2               | -               | -               |
| 1945 | "The Blond Sailor"                                                       | 8               | -               | -               |
| 1946 | "Money Is the Root of All Evil"                                          | 9               | -               | -               |
| 1946 | "Patience and Fortitude"                                                 | 12              | -               | -               |
| 1946 | "Coax Me a Little Bit"                                                   | 24              | -               | -               |
| 1946 | "South America, Take It Away" (com Bing Crosby)                          | 2               | -               | -               |
| 1946 | "Get Your Kicks On Route 66" (com Bing Crosby)                           | 14              | -               | -               |
| 1946 | "I Don't Know Why"                                                       | 17              | -               | -               |
| 1946 | "House of Blue Lights"                                                   | 15              | -               | -               |
| 1946 | "Rumors Are Flying" (com Les Paul)                                       | 4               | -               | -               |
| 1946 | "Winter Wonderland" (com Guy Lombardo)                                   | 22              | -               | -               |
| 1946 | "Christmas Island" (com Guy Lombardo)                                    | 7               | -               | -               |
| 1947 | "Tallahassee" (com Bing Crosby)                                          | 10              | -               | -               |
| 1947 | "There's No Business Like Show Business" (com Bing Crosby e Dick Haymes) | 25              | -               | -               |
| 1947 | "On the Avenue"                                                          | 21              | -               | -               |
| 1947 | "Near You"                                                               | 2               | -               | -               |
| 1947 | "The Lady From 29 Palms"                                                 | 7               | -               | -               |
| 1947 | "The Freedom Train" (com Bing Crosby)                                    | 21              | -               | -               |
| 1947 | "Civilization (Bongo, Bongo, Bongo)" (com Danny Kaye)                    | 3               | -               | -               |
| 1947 | "Jingle Bells" (com Bing Crosby) (reentrou)                              | 21              | -               | -               |
| 1947 | "Santa Claus Is Comin' To Town" (com Bing Crosby)                        | 22              | -               | -               |
| 1947 | "Christmas Island"(com Guy Lombardo) (re-entry)                          | 20              | -               | -               |
| 1947 | "Your Red Wagon"                                                         | 24              | -               | -               |
| 1947 | "How Lucky You Are"                                                      | 22              | -               | -               |
| 1948 | "You Don't Have To Know the Language" (com Bing Crosby)                  | 21              | -               | -               |
| 1948 | "Teresa" (com Dick Haymes)                                               | 21              | -               | -               |
| 1948 | "Toolie Oolie Doolie (The Yodel Polka)"                                  | 3               | -               | -               |
| 1948 | "I Hate To Lose You"                                                     | 14              | -               | -               |
| 1948 | "Heartbreaker"                                                           | 21              | -               | -               |
| 1948 | "Sabre Dance"                                                            | 20              | -               | -               |
| 1948 | "Woody Woodpecker" (com Danny Kaye)                                      | 18              | -               | -               |
| 1948 | "Blue Tail Fly" (com Burl Ives)                                          | 24              | -               | -               |
| 1948 | "Underneath the Arches"                                                  | 5               | -               | -               |
| 1948 | "You Call Everybody Darling"                                             | 8               | -               | -               |
| 1948 | "Cuanto Le Gusta" (com Carmen Miranda)                                   | 12              | -               | -               |
| 1948 | "160 Acres" (com Bing Crosby)                                            | 23              | -               | -               |
| 1948 | "Bella Bella Marie"                                                      | 23              | -               | -               |
| 1949 | "Christmas Island" (com Guy Lombardo)(reentrou)                          | 26              | -               | -               |
| 1949 | "The Pussy Cat Song (Nyow! Nyot! Nyow!)"                                 | 12              | -               | -               |
| 1949 | "More Beer!"                                                             | 30              | -               | -               |
| 1949 | "I'm Bitin' My Fingernails and Thinking of You" (com Ernest Tubb)        | 30              | -               | 2               |
| 1949 | "Don't Rob Another Man's Castle" (com Ernest Tubb)                       | -               | -               | 6               |
| 1949 | "I Can Dream, Can't I?"                                                  | 1               | -               | -               |
| 1949 | "The Wedding of Lili Marlene"                                            | 20              | -               | -               |
| 1949 | "She Wore a Yellow Ribbon" (com Russ Morgan)                             | 22              | -               | -               |
| 1949 | "Charley, My Boy" (com Russ Morgan)                                      | 15              | -               | -               |
| 1950 | "Merry Christmas Polka" (com Guy Lombardo)                               | 18              | -               | -               |
| 1950 | "Have I Told You Lately that I Love You?" (com Bing Crosby)              | 24              | -               | -               |
| 1950 | "Quicksilver" (com Bing Crosby)                                          | 6               | -               | -               |
| 1950 | "The Wedding Samba" (com Carmen Miranda)                                 | 23              | -               | -               |
| 1950 | "Yipsee-I-O" (com Carmen Miranda)                                        | -               | -               | -               |
| 1950 | "I Wanna Be Loved"                                                       | 1               | -               | -               |
| 1950 | "Can't We Talk It Over"                                                  | 22              | -               | -               |
| 1950 | "A Bushel and a Peck"                                                    | 22              | -               | -               |
| 1951 | "A Penny a Kiss, a Penny a Hug"                                          | 17              | -               | -               |
| 1951 | "Sparrow in the Tree Top" (com Bing Crosby)                              | 8               | -               | -               |
| 1951 | "Too Young" (Patty Andrews)                                              | 19              | -               | -               |
| 1955 | "Suddenly There's a Valley" (Patty Andrews)                              | 69              | -               | -               |

## Filmografia
- Argentine Nights (1940)[41]
- Hold that Ghost (1941)
- Buck Privates (1941)
- In the Navy (1941)[42]
- What's Cookin'? (1942)[40]
- Private Buckaroo (1942)
- Give Out, Sisters! (1942)[43]
- How's About It? (1943)
- Always a Bridesmaid (1943)
- Swingtime Johnny (1944)
- Moonlight and Cactus (1944)
- Hollywood Canteen (1944)
- Follow the Boys (1944)
- Her Lucky Night (1945)
- Make Mine Music (1946)
- Road to Rio (1947)
- Melody Time (1948)